# Rémy Raffalli
Pour les articles homonymes, voir Raffalli.
Barthélemy Pierre Camille Raffalli, né le 16 mars 1913 à Nice et mort au combat le 10 septembre 1952 à Saïgon, est un officier français. Ne supportant pas son prénom, il se fait appeler Rémy.

## Biographie
Il entre à Saint-Cyr le 1er octobre 1933 (promotion « Roi Albert Ier » - 1933-1935).
De 1935 à 1936, il est à l'École d'application de l'arme blindée et cavalerie à Saumur.
En 1936, il intègre le 1er régiment de spahis algériens à Médéa puis le 3e régiment de spahis marocains.
En 1943, il rejoint le corps expéditionnaire français en Italie où il sert comme officier de liaison (capitaine). Il s'illustre particulièrement lors des combats de Pantano, Costa San Pietro et San Croce. Il devient chef d'une compagnie du 5e régiment de tirailleurs marocains (2e DIM). Il est blessé grièvement le 17 mars 1944 dans la région de Colli a Volturno en Italie (fracture ouverte à la cuisse par éclat de mine).
Il obtient son brevet de parachutiste en septembre 1949.
Après une affectation au 1er REI (novembre 1949), il rejoint le 3e BEP à Sétif puis le 1er BEP en Indochine en septembre 1950. Il prend le commandement du 2e BEP le 12 septembre 1950 à Hanoï.
Nommé chef d'escadrons le 1er juillet 1951, il intervient avec le BEP lors de la bataille de Nghia Lo en octobre 1951.
Il est blessé mortellement au ventre à Chuyen My Trong Ha au Tonkin le 1er septembre 1952 alors qu'il commande pour la dernière fois son bataillon. Il meurt à Saïgon le 10 septembre 1952. Une partie de cet épisode est relatée dans les mémoires de Hélie de Saint-Marc, Les Champs de braise.

## Décorations
|  |  |  |
|  |  |  |

### Intitulés
- 1943 - Croix de guerre 1939-1945 2 citations (Br et A)
- 1944 - Chevalier de la Légion d'honneur
- 1951 - Croix de guerre des Théâtres d'opérations extérieurs 6 citations (1 Br et 5 A)
- 1951 - Officier de la Légion d'honneur
- 1952 - Commandeur de la Légion d'honneur
- Médaille coloniale avec agrafe « EO »
- Médaille commémorative de la Guerre 1939 1940 avec barrettes Italie et Autriche
- Médaille commémorative de la campagne d’Indochine

## Postérité
- La 185e promotion de l'École spéciale militaire de Saint-Cyr et l'actuel quartier du 2e REP à Calvi portent son nom en son honneur.
- Le camp Raffalli, camp militaire de l'armée de terre française en Haute-Corse, porte le nom.